# Empresa petrolífera internacional
Uma empresa petrolífera internacional  é uma empresa, quase sempre transnacional e de propriedade privada, que atua nas áreas de exploração, refino e comercialização de petróleo. A ExxonMobil, a BP e a Royal Dutch Shell são algumas das maiores petrolíferas internacionais privadas. 
Historicamente, essas empresas muitas vezes têm se colocado em oposição a interesses nacionalistas nas disputas pelo controle das grandes reservas mundiais desse bem mineral. A partir de meados do século XX, porém, muitos países nacionalizaram suas reservas de petróleo, de modo que companhias petrolíferas  controladas pelos respectivos estados nacionais, passaram a monopolizar a sua exploração. Muitas dessas empresas estatais, tais como a Petrobras, também têm aumentado significativamente a sua participação no mercado mundial do petróleo, atuando diretamente no exterior, da mesma forma que as empresas multinacionais ou transnacionais privadas.